# Wilkowo Nowowiejskie
Wilkowo Nowowiejskie (deutsch Villkow, früher Vilkow) ist ein Dorf in der polnischen Woiwodschaft Pommern. Es gehört zur Gemeinde Nowa Wieś Lęborska (Neuendorf) im Powiat Lęborski (Powiat Lauenburg in Pommern).

## Geographische Lage
Die Ortschaft liegt in Hinterpommern, etwa fünf Kilometer nördlich von  Lauenburg in Pommern (Lębork), in der Nähe eines Baches.

## Geschichte

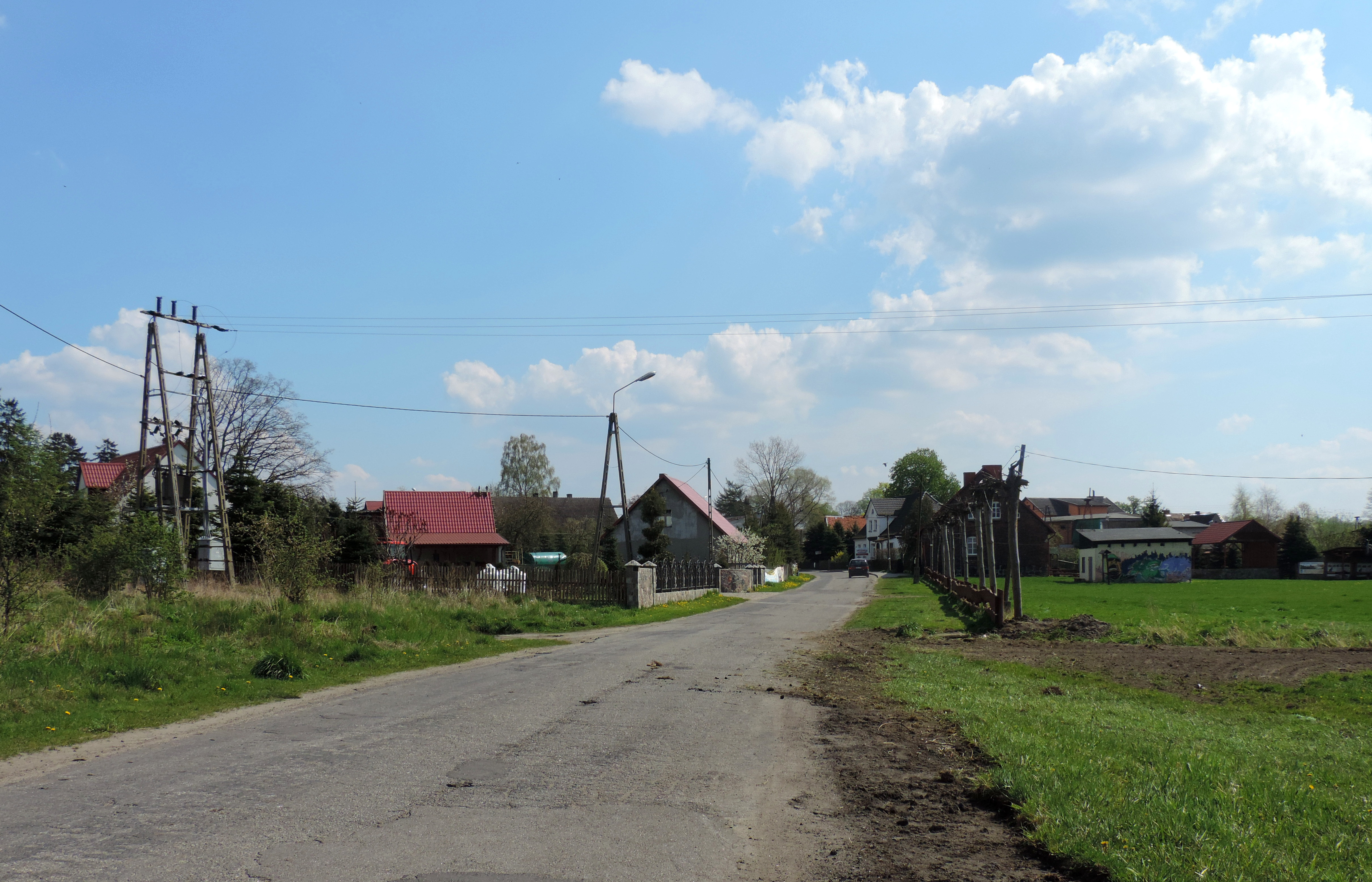
Dorfstraße

Um 1784 war Vilkow ein Bauerndorf mit einem Freischulzenhof, neun Bauernhöfen, einem 1783 auf Staatskosten errichteten Schulhaus und zwölf Feuerstellen (Haushaltungen). Um 1843 gab es Villkow 19 Häuser, eine Mühle und 164 Einwohner.
Die Gemeinde Villkow war um 1912 dem Amtsbezirk Neuendorf  zugeordnet, dem außerdem der Gutsbezirk Neuendorf, die Gemeinde Neuendorf, die Gemeinde Kamelow und die Gemeinde Luggewiese angehörten.
Der Amtsbezirk Neuendorf  lag 1945 im Landkreis Lauenburg i. Pom. im Regierungsbezirk Köslin der preußischen Provinz Pommern des Deutschen Reichs.
Gegen Ende des Zweiten Weltkriegs besetzte im Frühjahr 1945 die Rote Armee die Region. Bald darauf wurde Villkow zusammen mit ganz Hinterpommern unter polnische Verwaltung gestellt. Anschließend begann im Dorf die Zuwanderung polnischer Zivilisten. Villkow erhielt den polnischen Ortsnamen Wilkowo Nowowiejskie. In der darauf folgenden Zeit wurden Villkows Alteinwohner vertrieben.
Das heutige Wilkowo Nowowiejskie gehört zur Gmina Nowa Wieś Lęborska im Powiat Lęborski in der Woiwodschaft Pommern (1975–1998 Woiwodschaft Słupsk).

## Bevölkerungsentwicklung
| Jahr | Einwohner | Anmerkungen                                                        |
| ---- | --------- | ------------------------------------------------------------------ |
| 1843 | 164       | in 19 Häusern                                                      |
| 1867 | 302       | [ 5 ]                                                              |
| 1871 | 298       | darunter 293 Evangelische, ein Katholik und vier sonstige Christen |
| 1905 | 306       | [ 6 ]                                                              |
| 1925 | 335       | darunter 329 Evangelische und ein Katholik                         |
| 1933 | 339       | [ 8 ]                                                              |
| 1939 | 327       | [ 8 ]                                                              |